# Epicuro de Samos
Epicuro de Samos (em grego clássico: Ἐπίκουρος, Epikouros, "aliado, camarada"; 341 a.C., Samos — 271 ou 270 a.C., Atenas) foi um filósofo grego do período helenístico. Seu pensamento foi muito difundido em numerosos centros epicuristas que se desenvolveram na Jônia, no Egito e, a partir do século I, em Roma, onde Lucrécio foi seu maior divulgador.

## Vida
Epicuro nasceu na Ilha de Samos, em 341 a.C., mas ainda muito jovem partiu para Teos, na costa da Ásia Menor. Quando criança estudou com o platonista Pânfilo por quatro anos e era considerado um dos melhores alunos. Certa vez, ao ouvir a frase de Hesíodo, "todas as coisas vieram do caos", ele perguntou: "E o caos veio de quê?". Retornou para a terra natal em 323 a.C. Sofria de cálculo renal, o que contribuiu para que tivesse uma vida marcada pela dor.
Epicuro ouviu o filósofo acadêmico Pânfilo em Samos, que não lhe foi de muito agrado. Por isso foi mandado para Téos pelo seu pai. Com Nausífanes de Téos, discípulo de Demócrito de Abdera, Epicuro teria entrado em contato com a teoria atomista — da qual reformulou alguns pontos. Epicuro ensinou filosofia em Lâmpsaco, Mitilene e Cólofon até que em 306 a.C. fundou sua própria escola filosófica, chamada O Jardim, onde residia com alguns amigos, na cidade de Atenas. Lecionou em sua escola até a morte, em 270 a.C., cercado de amigos e discípulos e tendo sua vida marcada pelo ascetismo, serenidade e doçura.

## Filosofia e obra
O propósito da filosofia para Epicuro era atingir a felicidade, estado caracterizado pela aponia, a ausência de dor (física) e ataraxia ou imperturbabilidade da alma. Ele buscou na natureza as balizas para o seu pensamento: o homem, a exemplo dos animais, busca afastar-se da dor e aproximar-se do prazer. Estas referências seriam as melhores maneiras de medir o que é bom ou ruim. Utilizou-se da teoria atômica de Demócrito para justificar a constituição de tudo o que há. Das estrelas à alma, tudo é formado de átomos, sendo, porém de diferentes naturezas. Dizia que os átomos são de qualidades finitas, de quantidades infinitas e sujeitos a infinitas combinações.
A morte física seria o fim do corpo (e do indivíduo), que era entendido como somatório de carne e alma, pela desintegração completa dos átomos que o constituem. Desta forma, os átomos, eternos e indestrutíveis, estariam livres para constituir outros corpos. Essa teoria, exaustivamente trabalhada, tinha a finalidade de explicar todos os fenômenos naturais conhecidos ou ainda não e principalmente extirpar os maiores medos humanos: o medo da morte e o medo dos deuses
Naqueles tempos, Epicuro percebeu que as pessoas eram muito supersticiosas e haviam se afastado da verdadeira função das religiões e dos deuses. Os deuses, segundo ele, viviam em perfeita harmonia, desfrutando da bem-aventurança (felicidade) divina. Não seria preocupação divina atormentar o homem de qualquer forma. Os deuses deveriam ser tomados como foram em tempos remotos, modelos de bem-aventurança que servem como modelo para os homens e não seres instáveis, com paixões humanas, que devem ser temidos.
Desta forma, procurou tranquilizar as pessoas quanto aos tormentos futuros ou após a morte. Não há por que temer os deuses nem em vida e nem após a vida. E, além disso, depois de mortos, como não estaremos mais de posse de nossos sentidos, será impossível sentir alguma coisa. Então, não haveria nada a temer com a morte.
No entanto, a caminho da busca da felicidade, ainda estão as dores e os prazeres. Quanto às dores físicas, nem sempre seria possível evitá-las. Mas Epicuro faz questão de frisar que elas não são duradouras e podem ser suportadas com as lembranças de bons momentos que o indivíduo tenha vivido. Piores e mais difíceis de lidar são as dores que perturbam a alma. Essas podem continuar a doer mesmo muito tempo depois de terem sido despertadas pela primeira vez. Para essas, Epicuro recomenda a reflexão. As dores da alma estão frequentemente associadas às frustrações. Em geral, oriundas de um desejo não satisfeito.
Encontra-se, aqui, um dos pontos fundamentais para o entendimento dessa curiosa doutrina, que também foi tomada por seus seguidores e discípulos como um evangelho ou boa nova, o equacionamento entre dores e prazeres. Das 300 obras escritas pelo filósofo, restaram apenas três cartas que versam sobre a natureza, sobre os meteoros e sobre a moral, e uma coleção de pensamentos, fragmentos de outras obras perdidas. Estas cartas, com os fragmentos, foram coligidos por Hermann Usener sob o título de Epicurea em 1887, mas, mais tarde, Hermann Diels descobriu que os fragmentos eram, na verdade, de Leucipo.

### A certeza
Segundo Epicuro, para atingir a certeza é necessário confiar naquilo que foi recebido passivamente na sensação pura e, por consequência, nas ideias gerais que se formam no espírito (como resultado dos dados sensíveis recebidos pela faculdade sensitiva).

### O atomismo
Epicuro defendia ardorosamente a liberdade humana e a tranquilidade do espírito. O atomismo, acreditava o filósofo, poderia garantir ambas as coisas desde que modificado. A representação vulgar do mundo com seus deuses, o medo dos quais fez com que se cometessem os piores atos, é obstáculo à serenidade. Todas as doutrinas filosóficas, salvo o atomismo, participam dessas superstições, segundo Epicuro.
No sistema epicurista, os átomos se encontram, fortuitamente, por causa de uma leve inclinação em sua trajetória (clinâmen), o que os faria chocar-se uns com os outros para constituir a matéria. Esta é a grande modificação em relação ao atomismo de Demócrito, segundo o qual o encontro dos átomos é necessário. A inclinação, em consequência da qual o átomo se desvia, poderia ser por uma vontade, um desejo ou por afinidade com outro átomo. Precisamente este é o ponto obscuro na teoria atômica de Epicuro. Provavelmente o filósofo o terá explicado melhor em alguma das suas obras perdidas. Certo é que esse encontro fortuito dos átomos garante a liberdade (se assim não fosse, tudo estaria sob o jugo da Natureza) e a explicação dos fenômenos, fazendo com que possam ser explicados racionalmente. Assim, ao compreender como opera a Natureza, o homem pode livrar-se do medo e das superstições que afligem o espírito.
Relacionado com o atomismo, segundo o astrofísico suíço Michel Mayor, Epicuro, numa carta muito famosa, admite a existência de uma infinidade de mundos no cosmos, em que alguns devem ser habitados e outros não, mas sublinhando que não haverá vida em todo o lado. Para aquele astrofísico, é interessante poder imaginar há dois mil anos um filósofo sentado em cima de um calhau à beira-mar a discutir este tipo de questões, o da existência de vida no cosmos.

### O prazer
A doutrina de Epicuro entende que o bem reside no prazer, e, por isso, foi uma doutrina muitas vezes confundida com o hedonismo. O prazer de que fala Epicuro é o prazer do sábio, entendido como quietude da mente e o domínio sobre as emoções e, portanto, sobre si mesmo. É o prazer da justa medida e não dos excessos. É a própria Natureza que nos informa que o prazer é um bem. Este prazer, no entanto, apenas satisfaz uma necessidade (sexo) ou aquieta a dor. A Natureza conduz-nos a uma vida simples. O único prazer é o prazer do corpo e o que se chama de prazer do espírito é apenas lembrança dos prazeres do corpo. O mais alto prazer reside no que chamamos de saúde. Entre os prazeres, Epicuro elege a amizade. Por isso, o convívio entre os estudiosos de sua doutrina era tão importante a ponto de viverem em uma comunidade, o "Jardim". Ali, os amigos poderiam se dedicar à filosofia, cuja função principal é libertar o homem para uma vida melhor.

### O desejo
| Desejos naturais               | Desejos naturais                          | Desejos naturais             | Desejos naturais                          | Desejos Inúteis          | Desejos Inúteis       |
| Necessários                    | Necessários                               | Necessários                  | Simplesmente naturais                     | Artificiais              | Irrealizáveis         |
| Para a felicidade (eudaimonia) | Para a tranquilidade do corpo (protecção) | Para a vida (nutrição, sono) | Variações de prazeres, busca do agradável | Exemplo: riqueza, glória | Exemplo: imortalidade |
| ------------------------------ | ----------------------------------------- | ---------------------------- | ----------------------------------------- | ------------------------ | --------------------- |

## Traduções
Há, em português, tradução de uma das cartas de Epicuro, a sobre a felicidade (a Meneceu), feita por Álvaro Lorencini e Enzo Del Carratore, em edição bilíngue. Também há uma tradução mais recente da mesma Carta que foi feita por Thiago Harrison Felício, em 2014, na sua dissertação de mestrado.
- Diógenes Laércio. Vidas e doutrinas dos filósofos ilustres – Livro X – Epicuro. Trad. e apresent. de Lúcio Jakobsmuschel. São Paulo: MontecristoEditora, 2020.[7] ISBN 9781619651715
- EPICURO. Carta a Meneceu sobre a felicidade. Trad. e apresent. de Lúcio Jakobsmuschel. São Paulo: MontecristoEditora, 2019. ISBN 9781619651661
- EPICURO. Carta sobre a felicidade (a Meneceu). Trad. e apresent. de Álvaro Lorencini e Enzo Del Carratore. São Paulo: UNESP, 1997.
- EPICURO. Obras. Estudio preliminar, traducción y notas de Montserrat Jufresa, 2a edición, Madrid: Editorial Tecnos, 1994.
- FARRINGTON, Benjamin. A doutrina de Epicuro. Tradução de Edmond Jorge. Rio de Janeiro: Zahar Editores, 1968.
- FERRATER MORA, J. Diccionario de Filosofía. Tomos I e II. Barcelona: Editorial Ariel, 1994.
- GUAL, Carlos Garcia. Epicuro. Madrid: Alianza Editorial, 1996.
- LUCRÉCIO, Tito. Da Natureza. Coleção Os Pensadores, volume V. São Paulo, Editora Abril, 1973.
- RUSSELL, Bertrand. Obras filosóficas. Tradução de Breno Silveira. Vol I. São Paulo: Companhia Editora Nacional, 1969.
- SPINELLI, Miguel. Os Caminhos de Epicuro. São Paulo: Loyola, 2009; Idem. Epicuro e as bases do epicurismo. São Paulo: Paulus, 2013.
- ULLMANN, Reinholdo A. Epicuro o filósofo da alegria. Porto Alegre: EDIPUCRS, 1996.
- FELÍCIO, Thiago Harrison. A primazia da phrónesis sobre a philosophía em Epicuro. Dissertação de Mestrado. Disponível em: "http://www.bibliotecadigital.unicamp.br/document/?code=000934594". 2014.

## Na literatura e cultura popular
- Na Divina Comédia, de Dante Alighieri, Epicuro é colocado no Inferno como um Herege. Ele está na 6º Prisão, junto com seus seguidores, na cidade de Dite. A pena dos hereges é serem enterrados em túmulos ardentes e abertos, tendo os membros queimados pela areia quente.
- Virou personagem em quadrinhos na série "Epicuro, o Sábio",[8] de William Messner-Loebs.